# Japanische Badmintonmeisterschaft 2003
Die Japanische Badmintonmeisterschaft 2003 fand vom 4. bis zum 9. November 2003 in der Präfektursporthalle Aichi in Nagoya statt. Es war die 57. Austragung der nationalen Titelkämpfe im Badminton in Japan.

## Medaillengewinner
| Disziplin    | Gold                             | Silber                            | Bronze                           |
| ------------ | -------------------------------- | --------------------------------- | -------------------------------- |
| Herreneinzel | Shoji Sato                       | Shō Sasaki                        | Josemari Fujimoto                |
| Herreneinzel | Shoji Sato                       | Shō Sasaki                        | Hiroshi Shimizu                  |
| Dameneinzel  | Kaori Mori                       | Yū Hirayama                       | Eriko Hirose                     |
| Dameneinzel  | Kaori Mori                       | Yū Hirayama                       | Reiko Shiota                     |
| Herrendoppel | Keita Masuda Tadashi Ohtsuka     | Masayuki Sakai Masahiko Kinoshita | Shūichi Sakamoto Shūichi Nakao   |
| Herrendoppel | Keita Masuda Tadashi Ohtsuka     | Masayuki Sakai Masahiko Kinoshita | Takao Yone Keishi Kawaguchi      |
| Damendoppel  | Shizuka Yamamoto Seiko Yamada    | Kumiko Ogura Reiko Shiota         | Tomomi Matsuda Aki Akao          |
| Damendoppel  | Shizuka Yamamoto Seiko Yamada    | Kumiko Ogura Reiko Shiota         | Chikako Nakayama Keiko Yoshitomi |
| Mixed        | Tadashi Ohtsuka Shizuka Yamamoto | Norio Imai Chikako Nakayama       | Noriaki Miyata Miho Miyata       |
| Mixed        | Tadashi Ohtsuka Shizuka Yamamoto | Norio Imai Chikako Nakayama       | Daisuke Yamashita Megumi Hikichi |